# Emma Atkins
Emma Atkins  (Cumbria, 31 de marzo de 1975) es una actriz inglesa, más conocida por interpretar a Charity Dingle-Tate en la serie Emmerdale Farm.

## Biografía
Tiene una hermana, la diseñadora de modas Jillian Atkins.
Es muy buena amiga de la actriz Charley Webb y del actor Jeff Hordley.
Desde 2012 sale con un empresario llamado Tom, con quien tiene un hijo (marzo de 2015).

## Carrera
En radio interpretó a Amy en Murder in the Afternoon - The Longest Journey, una puesta de Peter Whally.
El 30 de marzo de 2000, se unió a la exitosa serie británica Emmerdale Farm, donde interpretó a Charity Dingle-Tate  hasta 2005. Regresó en 2010 y desde entonces aparece en la serie. En 2006 apareció como invitada en series como Dalziel and Pascoe, Mayo, New Street Law y I'm with Stupid. Entre 2007 y 2009, apareció en series como Casualty, Heartbeat y Doctors, donde interpretó a Marie Wilkins en 2009; anteriormente, había interpretado a Tricia Kincade en el episodio "Spend, Spend, Spend" en 2006.

## Filmografía

### Series de televisión
| Año                          | Título             | Personaje      | Notas                        |
| ---------------------------- | ------------------ | -------------- | ---------------------------- |
| 2000 - 2005, 2010 - presente | Emmerdale Farm     | Charity Dingle | 892 episodios                |
| 2009                         | Doctors            | Marie Wilkins  | 3 episodios                  |
| 2008                         | Heartbeat          | Lesley Ashton  | episodio "Only Make Believe" |
| 2007                         | Casualty           | Linda Stanlake | episodio "Entropy"           |
| 2006                         | I'm with Stupid    | Alison         | episodio # 1.2               |
| 2006                         | New Street Law     | Susan Pearson  | episodio # 1.6               |
| 2006                         | Mayo               | Jessica Crouch | episodio # 1.5               |
| 2006                         | Dalziel and Pascoe | Emily Bendelow | 2 episodios                  |

### Teatro
| Año  | Obra                         | Personaje | Teatro                   | Notas                   |
| ---- | ---------------------------- | --------- | ------------------------ | ----------------------- |
| 2005 | Two                          | -         | Octagon Theatre          | -                       |
| 2006 | A Midsummer Night's Dream    | -         | Stafford Castle          | -                       |
| 2006 | The Play What I Wrote        | -         | -                        | -                       |
| 2009 | Stop Messing About           | Joan Sims | Leicester Square Theatre | junto a Robin Sebastian |
| -    | Dick Whittington (pantomima) | -         | Stafford Gatehouse       | -                       |

## Premios y nominaciones
| Año  | Categoría                                                  | Premio                     | Serie          | Resultado |
| ---- | ---------------------------------------------------------- | -------------------------- | -------------- | --------- |
| 2005 | Best Actress                                               | British Soap Award         | Emmerdale Farm | Nominada  |
| 2005 | Best Exit                                                  | British Soap Award         | Emmerdale Farm | Nominada  |
| 2005 | Best Soap Storyline (junto a Patsy Kensit y Ken Farrinton) | TV Quick & TV Choice Award | Emmerdale Farm | Ganadores |
| 2005 | Best Soap Actress                                          | TV Quick Award             | Emmerdale Farm | Ganadora  |
| 2010 | Best Actress                                               | British Soap Award         | Emmerdale Farm | Nominada  |
| 2010 | Best Soap Actress                                          | TV Quick & TV Choice Award | Emmerdale Farm | Nominada  |
| 2011 | Best On-Screen Partnership (junto a Jeff Hordley)          | British Soap Award         | Emmerdale Farm | Nominados |
| 2012 | Best On-Screen Partnership (junto a Jeff Hordley)          | British Soap Award         | Emmerdale Farm | Nominados |
| 2012 | Best Dramatic Performance                                  | British Soap Award         | Emmerdale Farm | Nominado  |
| 2016 | Best Bad Girl                                              | Inside Soap Award          | Emmerdale Farm | Nominada  |
| 2017 | Best Bad Girl                                              | Inside Soap Award          | Emmerdale Farm | Nominada  |
| 2018 | Best Actress                                               | British Soap Award         | Emmerdale Farm | Nominada  |